# Gymnorhinus cyanocephalus
La ghiandaia dei pini (Gymnorhinus cyanocephalus Wied, 1841) è un uccello passeriforme della famiglia dei Corvidi, nell'ambito della quale rappresenta l'unica specie ascritta al genere Gymnorhinus Wied, 1841.

## Etimologia
Il nome scientifico del genere, Gymnorhinus, deriva dall'unione delle parole greche γυμνος (gymnos/gumnos, "nudo") e ῥινος (rhinos, "naso"), col significato di "dal naso nudo", in riferimento all'assenza di vibrisse attorno alle narici: il nome della specie, cyanocephalus, deriva anch'esso dall'unione di due parole greche, rispettivamente κυανος (kyanos/kuanos, "ciano") e κεφαλη (kephalē, "testa"), col significato di "dalla testa blu", in riferimento alla livrea di questi uccelli.

## Descrizione

### Dimensioni
Misura 26-29 cm di lunghezza, per 99-111 g di peso: a parità d'età, i maschi sono più grossi e pesanti rispetto alle femmine.

### Aspetto

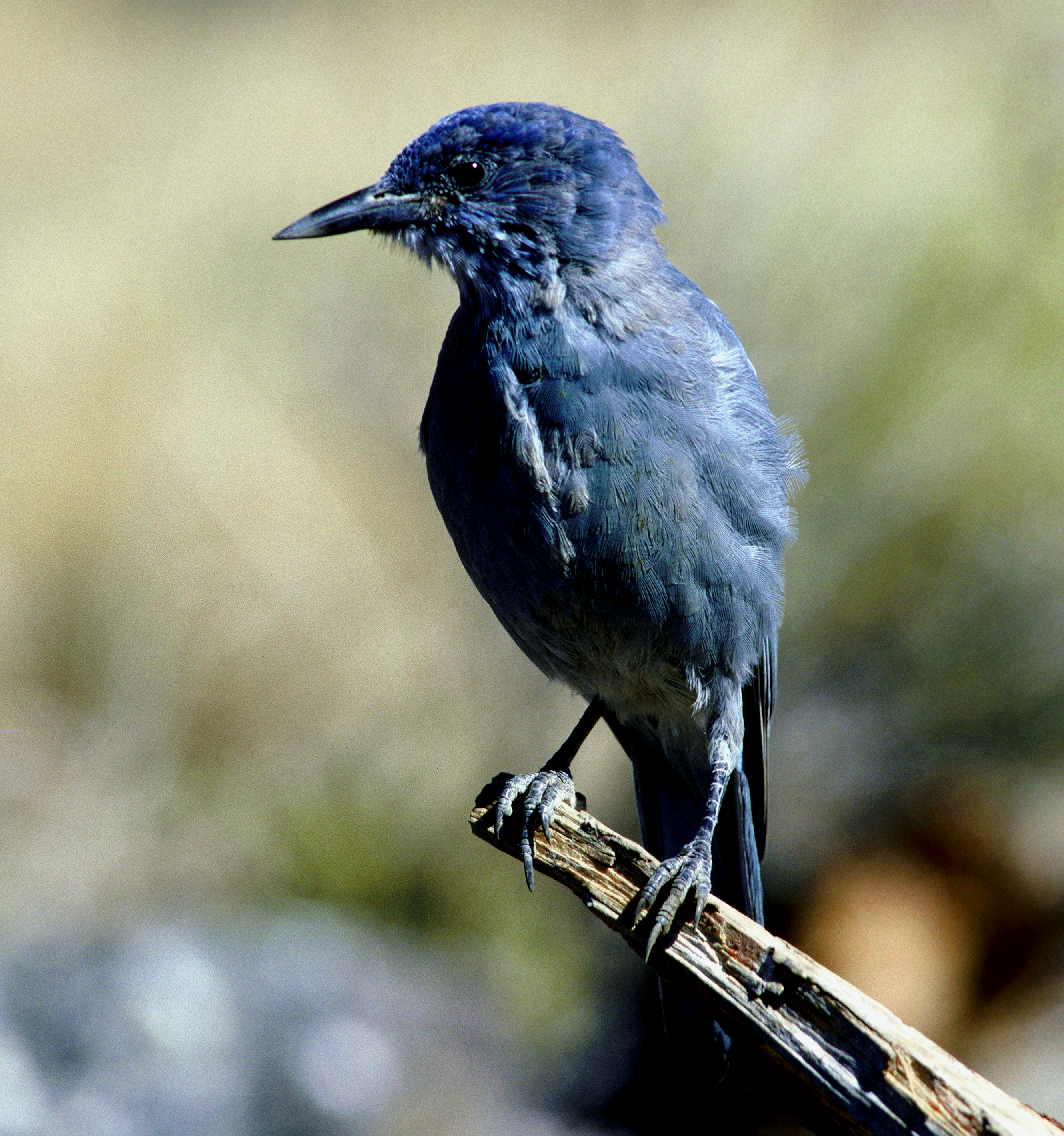
Esemplare in Oregon.

Si tratta di uccelli dall'aspetto robusto ma slanciato, muniti di testa arrotondata, becco conico sottile e allungato, ali digitate, forti zampe e coda dall'estremità squadrata: nel complesso, questi uccelli presentano una vaga somiglianza con gli storni.
Il piumaggio è quasi interamente di colore azzurro-bluastro, più vivido su faccia (dove si scurisce ulteriormente nell'area fra i lati del becco e l'occhio) e petto, più chiaro su nuca, collo, dorso e ali (ad eccezione delle remiganti, che sono più scure e tendenti al bruno-grigiastro con sfumature lavanda, stesso colore della coda), con queste ultime che presentano superficie inferiore bruna, mentre il ventre presenta sfumature biancastre.
Il becco e le zampe sono di colore nerastro (talvolta il primo con punta più chiara e tendente al grigio-perla), mentre gli occhi sono di colore bruno scuro.

## Biologia

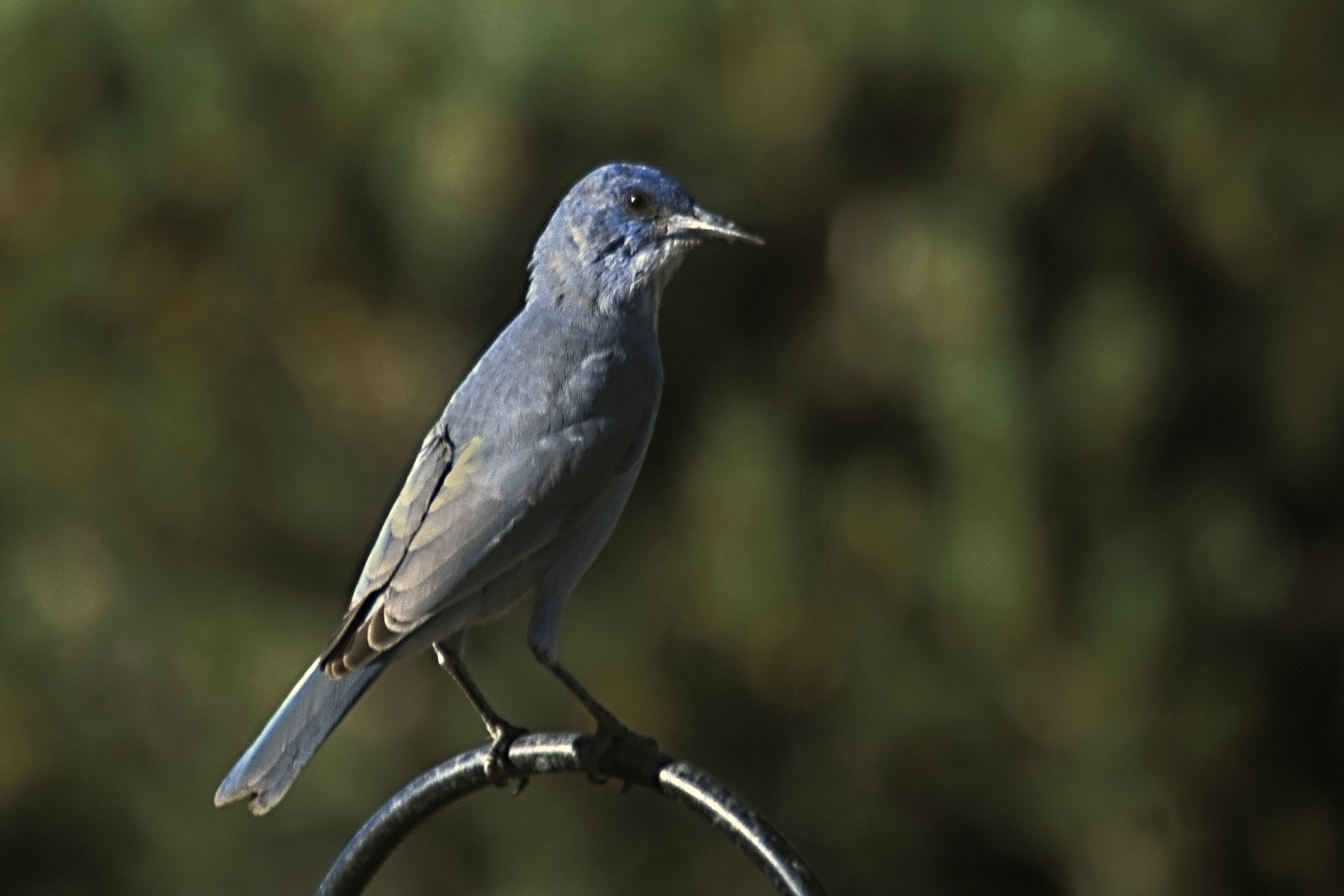
Esemplare in natura.

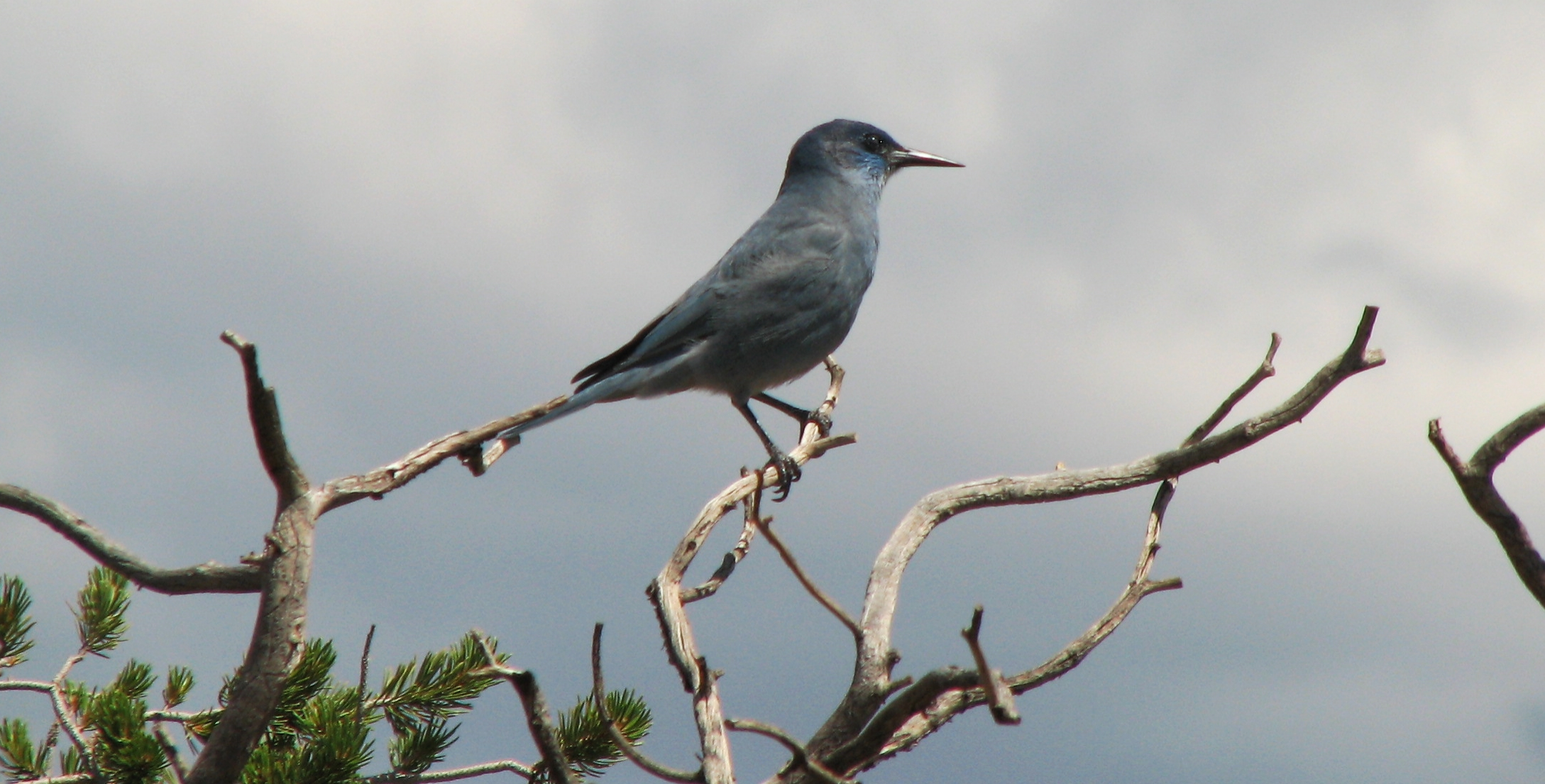
Esemplare nel Canyon de Chelly.

Si tratta di uccelli molto socievoli, che all'infuori della stagione riproduttiva formano stormi di varie colonie che arrivano a contare fino a 500 e talvolta più di mille componenti, talvolta in associazione con altre specie (picchio villoso, picchio americano minore, picchio dorato, nocciolaia di Clark e storno); gli stormi passano la maggior parte della giornata alla ricerca di cibo al suolo o direttamente sugli alberi, oppure spostandosi da un'area all'altra quando il cibo comincia a scarseggiare, non di rado venendo in contatto con altri stormi, la curiosità di questa specie consiste nella capacità di tornare a ridividersi dagli stormi enormi, nelle originarie colonie.
Il loro verso è descritto come un ritmico krawk-kraw-krawk ripetuto due-tre volte.

### Alimentazione

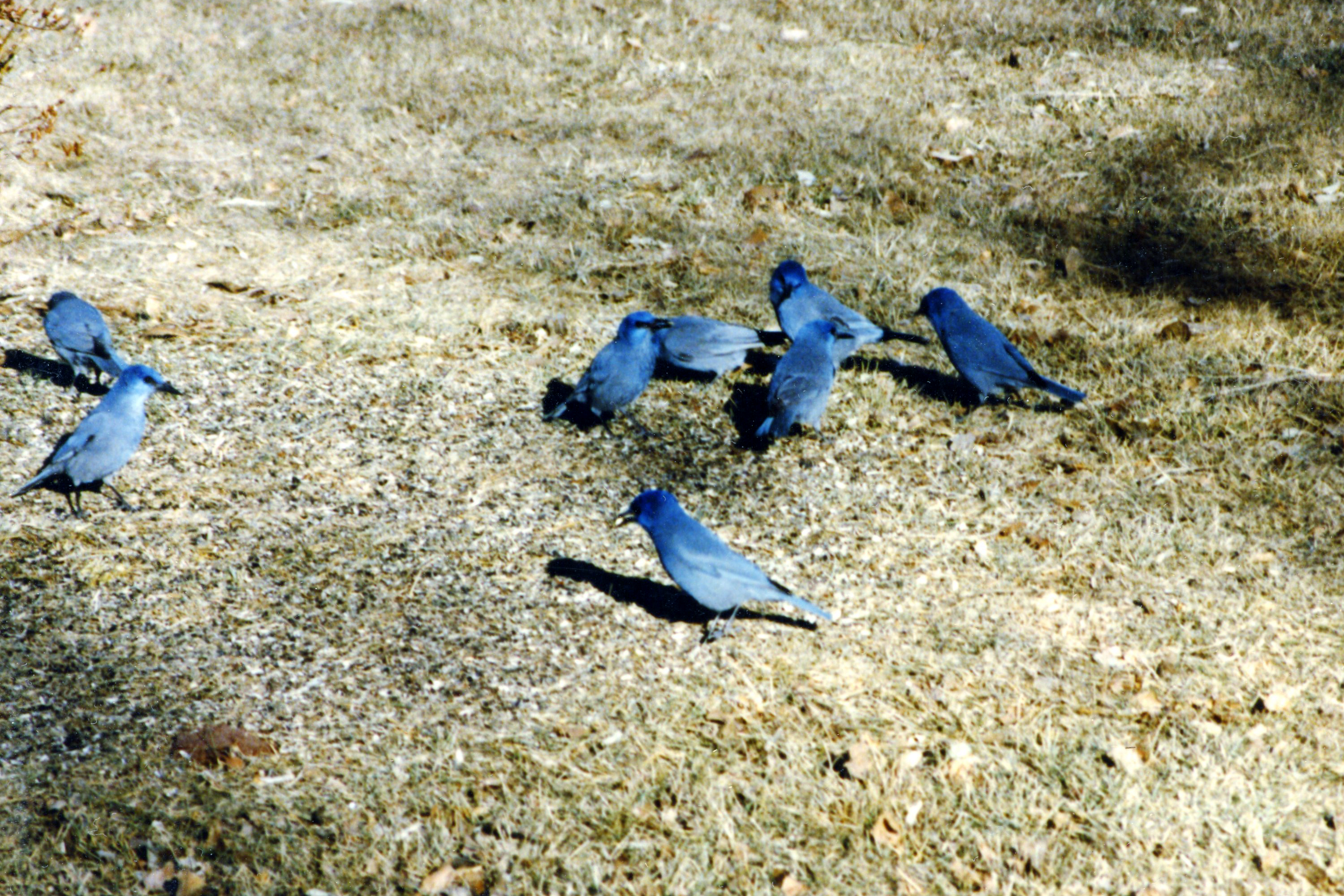
Esemplari al suolo nello Yellowstone.

Sebbene tendenzialmente onnivora, la ghiandaia dei pini è specializzata nell'aprire le pigne e nutrirsi dei pinoli delle conifere: la maggior parte della loro dieta si basa sui nutrienti semi di pino del Colorado e pino ad ago singolo (che rappresentano i tre quarti della dieta durante la primavera e l'estate), ma essi possono nutrirsi anche di pini gialli (che rappresentano fino all'80% del cibo ingerito in autunno e durante i primi mesi dell'inverno), pini delle Montagne Rocciose e pini agili, nonché bacche di ginepro.

Le pigne vengono mantenute con l'estremità rivolta verso l'alto con una zampa e martellate col robusto becco fino a dilatarne le scaglie, quel tanto che basta ad inserire il becco all'interno e prelevare il seme: alle ghiandaie dei pini basta una frazione di secondo per verificare se quello che hanno estratto è un seme pieno (e quindi valido da rompere e mangiare) oppure vuoto, in base al peso ed alla consistenza quando viene stretto nel becco. I pinoli, ancora nei loro gusci, vengono immagazzinati nell'esofago dilatabile, che può contenerne fino a una cinquantina, per poi essere portati in un posto riparato e consumati oppure immagazzinati in dispense per l'inverno.

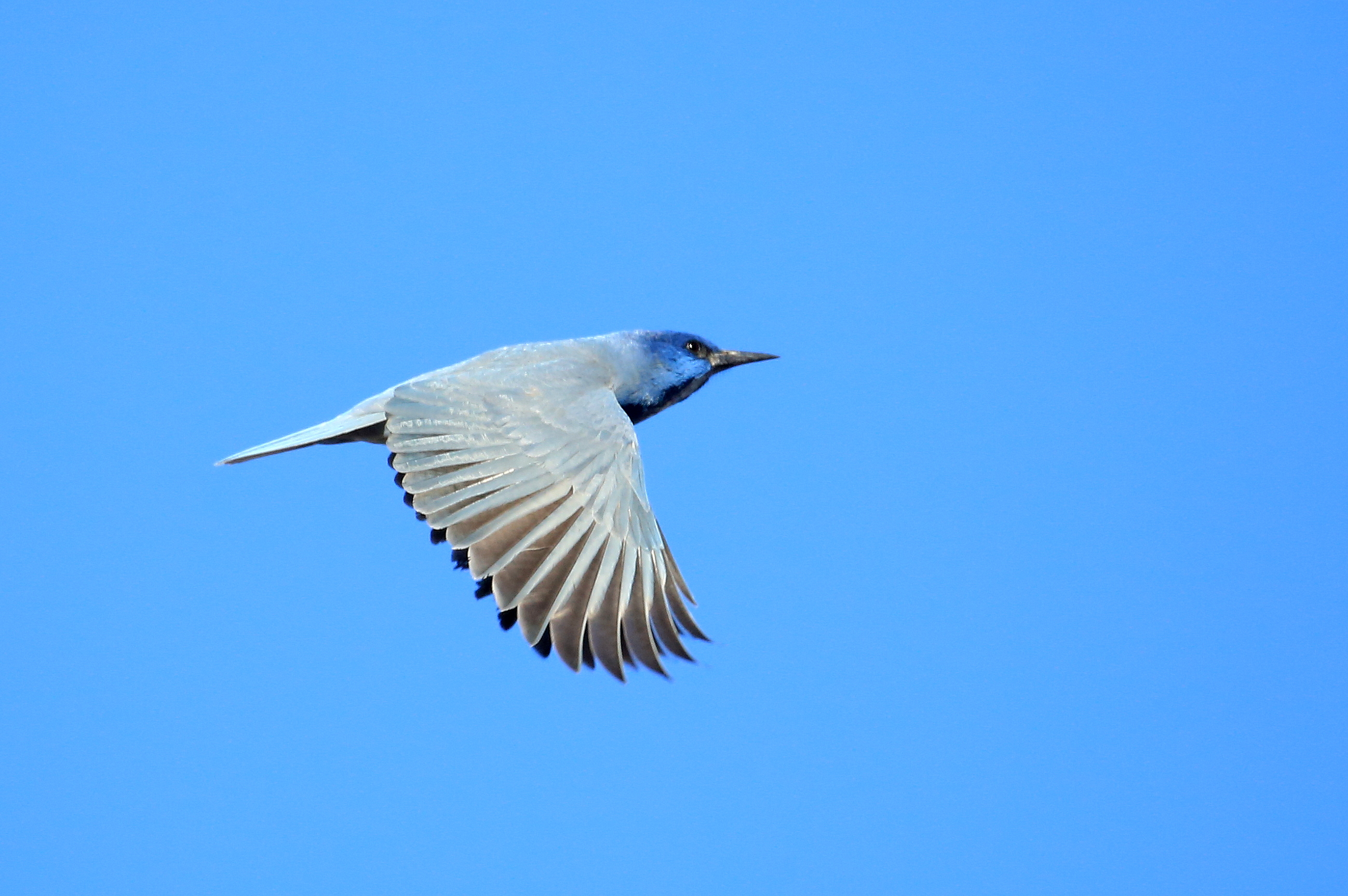
Esemplare in volo sopra Carson City.

Una buona porzione della dieta della ghiandaia dei pini, soprattutto durante l'estate, è inoltre composta da insetti (coleotteri, bruchi, cavallette e formiche) e ragni, mentre durante i mesi freddi essa ripiega su ghiande di quercia di Gambel, semi, granaglie e legumi e può visitare le mangiatoie poste tradizionalmente nei giardini americani per reperire del cibo: questi uccelli visitano inoltre spesso i blocchi di sale posti nei pascoli per il bestiame, ingerendo i pezzetti di terreno nei dintorni.
Questi uccelli cercano il cibo al suolo o fra gli alberi caduti durante i mesi caldi e su alberi e cespugli (scendendo molto raramente al suolo) durante i mesi freddi: il surplus di cibo (soprattutto i pinoli) viene immagazzinato in depositi che l'animale dissemina nel territorio circostante, generalmente in buche nel suolo (nel caso di terreni ben asciutti e ricoperti da uno strato di aghi di pino caduti) fra le radici di un albero, in particolare sulla parte rivolta verso sud, dove la neve si accumula in misura minore e comincia a sciogliersi prima, oppure (se l'immagazzinamento avviene durante l'inverno) nella cavità del tronco di un albero caduto o nelle spaccature della corteccia. Ciascun deposito comprende da uno a sette pinoli, e ciascuna ghiandaia può stipare fino a 20.000 semi per stagione: questi uccelli possiedono una memoria spaziale molto sviluppata, ricordando i posti specifici in cui hanno depositato il cibo negli ultimi due giorni e ricordando in maniera più generica le aree dove hanno depositato il cibo per una decina di giorni.

Le riserve di cibo rappresentano fino al 90% della dieta della ghiandaia dei pini durante i mesi invernali, fornendo inoltre a questi uccelli l'energia della quale essi necessitano per la preparazione alla riproduzione. Le ghiandaie dei pini dedicano molto tempo all'immagazzinamento di risorse, specie durante l'autunno, spostandosi anche di 12 km per stipare il cibo in posti al riparo da sguardi indiscreti (dei conspecifici o della ghiandaia di Steller), che potrebbero depredarli: talvolta, se si sentono osservati, questi uccelli fingono di depositare il cibo in un luogo, per poi allontanarsi e lasciarlo in un altro deposito, depistando così gli eventuali ladri.

### Riproduzione

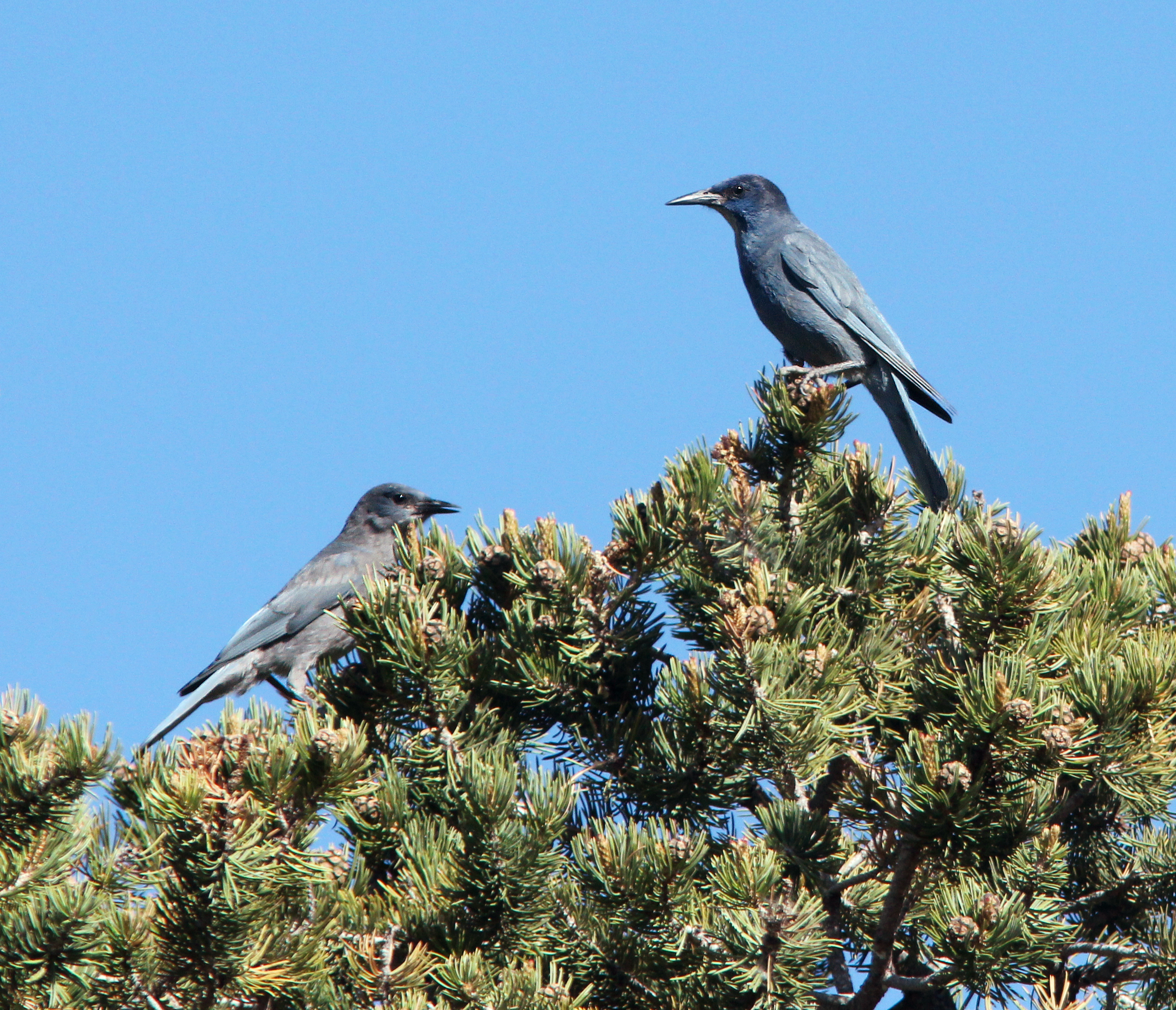
Coppia nella contea di Emery.

La ghiandaia dei pini comincia a riprodursi molto presto, a partire da febbraio (anche prima nei pressi delle aree urbane): in generale, sembra che questi uccelli (pur riproducendosi quasi esclusivamente fra gennaio e maggio) siano in grado di nidificare indifferentemente durante tutto l'arco dell'anno, dicembre escluso, se la quantità di cibo (soprattutto i pinoli del pino del Colorado, che stimolano la maturazione delle gonadi) è sufficiente.

Durante la stagione degli amori le coppie (si tratta di uccelli rigidamente monogami, le cui coppie durano per almeno un paio d'anni, anche al di fuori del periodo riproduttivo) formano gruppi separati dai giovani non ancora riproduttivi, ed in seguito dal gruppo delle coppie si separano anche le coppie la cui covata non è andata a buon fine, le quali possono tentare di portare avanti una nuova covata nel caso di sufficiente disponibilità di cibo nel periodo tardo-estivo: i vari gruppi, sebbene tendano a rimanere separati soprattutto al mattino (quando avviene il corteggiamento), conservano comunque un alto grado di socializzazione fra loro.
Il nido viene costruito a 5-6 metri d'altezza verso la punta del ramo di un pino o un ginepro: esso presenta forma a coppa e viene solitamente edificato da ambedue i partner con rametti, radichette, aghi di pino e fibre vegetali, ma nelle aree urbane le ghiandaie dei pini si servono anche di strisce di carta e materiale sintetico per la nidificazione. Le ghiandaie dei pini nidificano simultaneamente e in colonie di una quindicina di nidi, che tuttavia distano almeno una quindicina di metri gli uni dagli altri e non sono mai più di uno per albero.

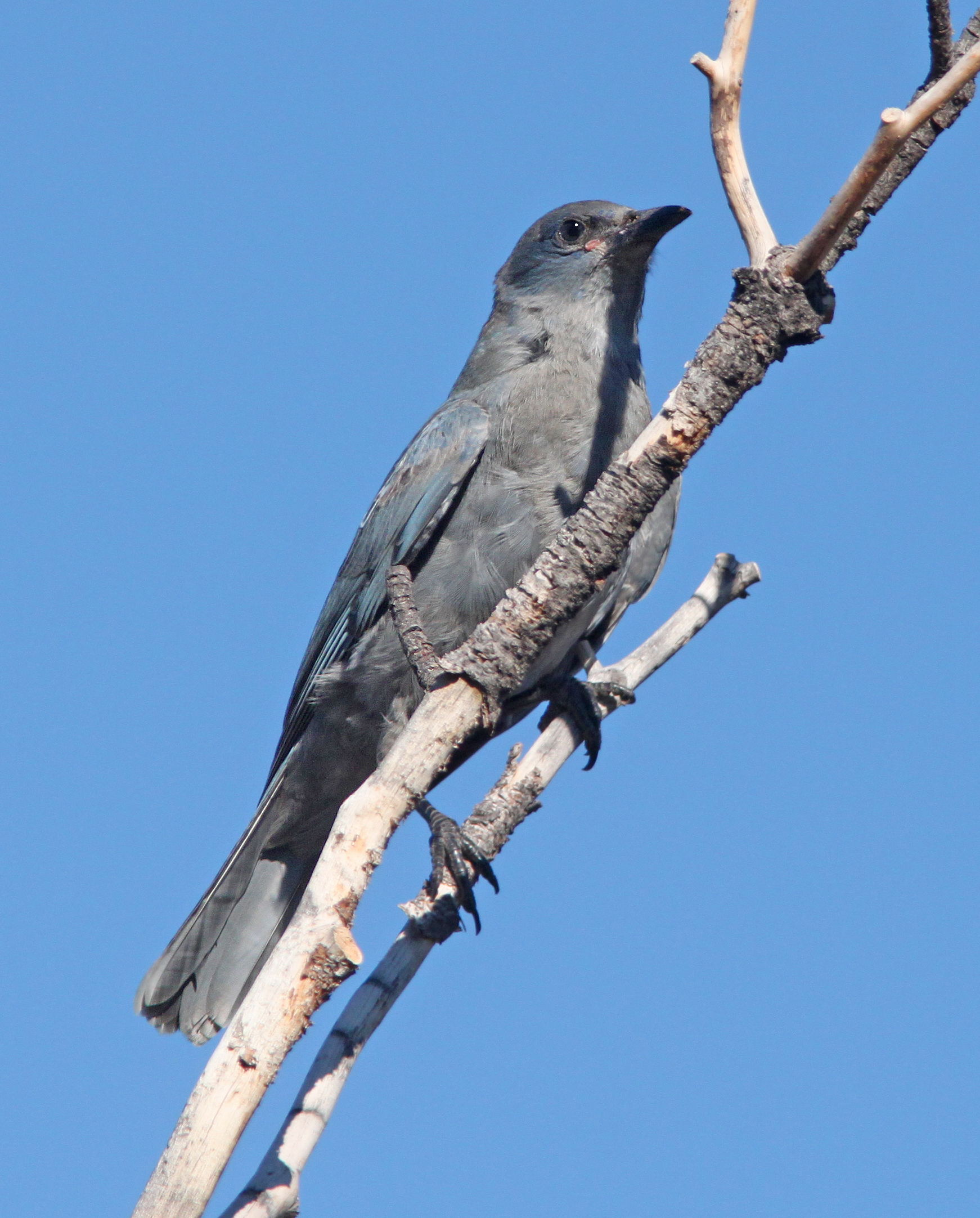
Giovane nella contea di Cibola.

All'interno del nido, la femmina depone 3-5 uova, che cova da sola per circa 17 giorni: il maschio, nel frattempo, reperisce il cibo per sé e per la compagna, spostandosi alla sua ricerca assieme agli altri maschi riproduttivi e ritornando dalla femmina ogi 73 minuti circa per imbeccarla.

I pulli sono ciechi ed implumi alla schiusa: per non farli morire di freddo (la ghiandaia dei pini comincia a riprodursi quando la maggior parte del proprio areale è ancora ricoperta di neve) la femmina non si allontana mai dal nido, e viene imbeccata dal maschio (talvolta anche da più di un esemplare, fino a sette, solitamente figli di covate precedenti della coppia oppure esemplari di passaggio che non sono riusciti a riprodursi) con cibo rigurgitato, che a sua volta essa provvede a passare alla prole. Nutriti in tal modo, i piccoli cominciano a fare capolino dal nido circa due settimane dopo la schiusa, e a questo punto vengono imbeccati direttamente dai maschi, oltre che dalla madre: l'involo avviene a tre settimane di vita, ma i piccoli cominciano a nutrirsi da soli (con insetti e bacche, e solo marginalmente con pinoli) non prima di aver compiuto un mese, continuando a venire imbeccati sporadicamente fino a un mese e mezzo di vita.

I giovani si rendono del tutto indipendenti dai genitori attorno ai due mesi di vita, formando gruppi con gli altri giovani (che, per via del fatto che le coppie degli stormi si riproducono simultaneamente, hanno tutti grossomodo la stessa età) che in autunno si aggregano allo stormo principale o (soprattutto nel caso delle femmine) ad altri stormi di passaggio.
Sebbene la maturità sessuale venga raggiunta già ad un anno d'età, è raro che i maschi riescano a trovare un partner prima del secondo anno di vita: la speranza di vita di questi uccelli in natura si aggira attorno alla decina d'anni.

## Distribuzione e habitat

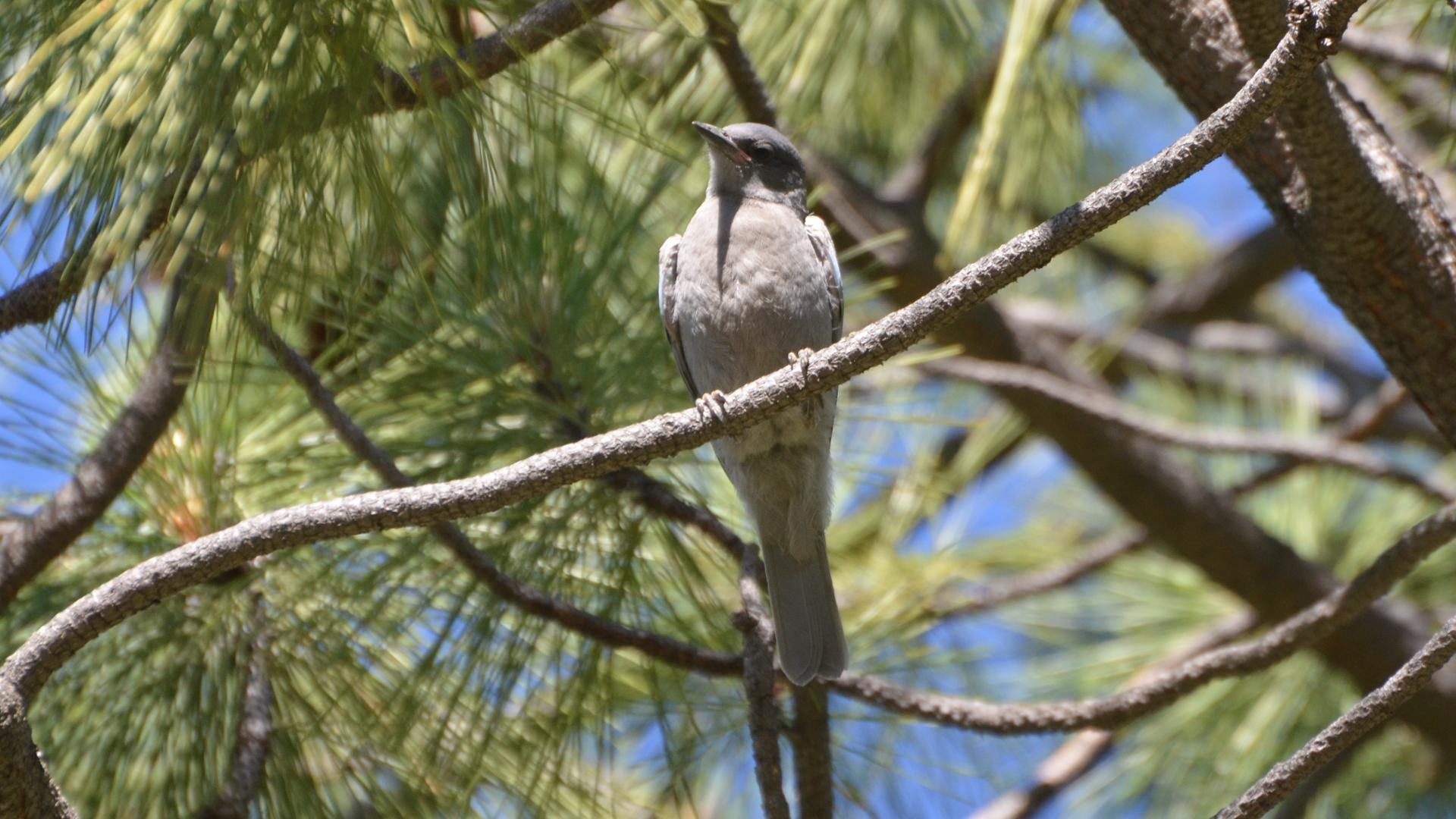
Esemplare nell'Oregon.

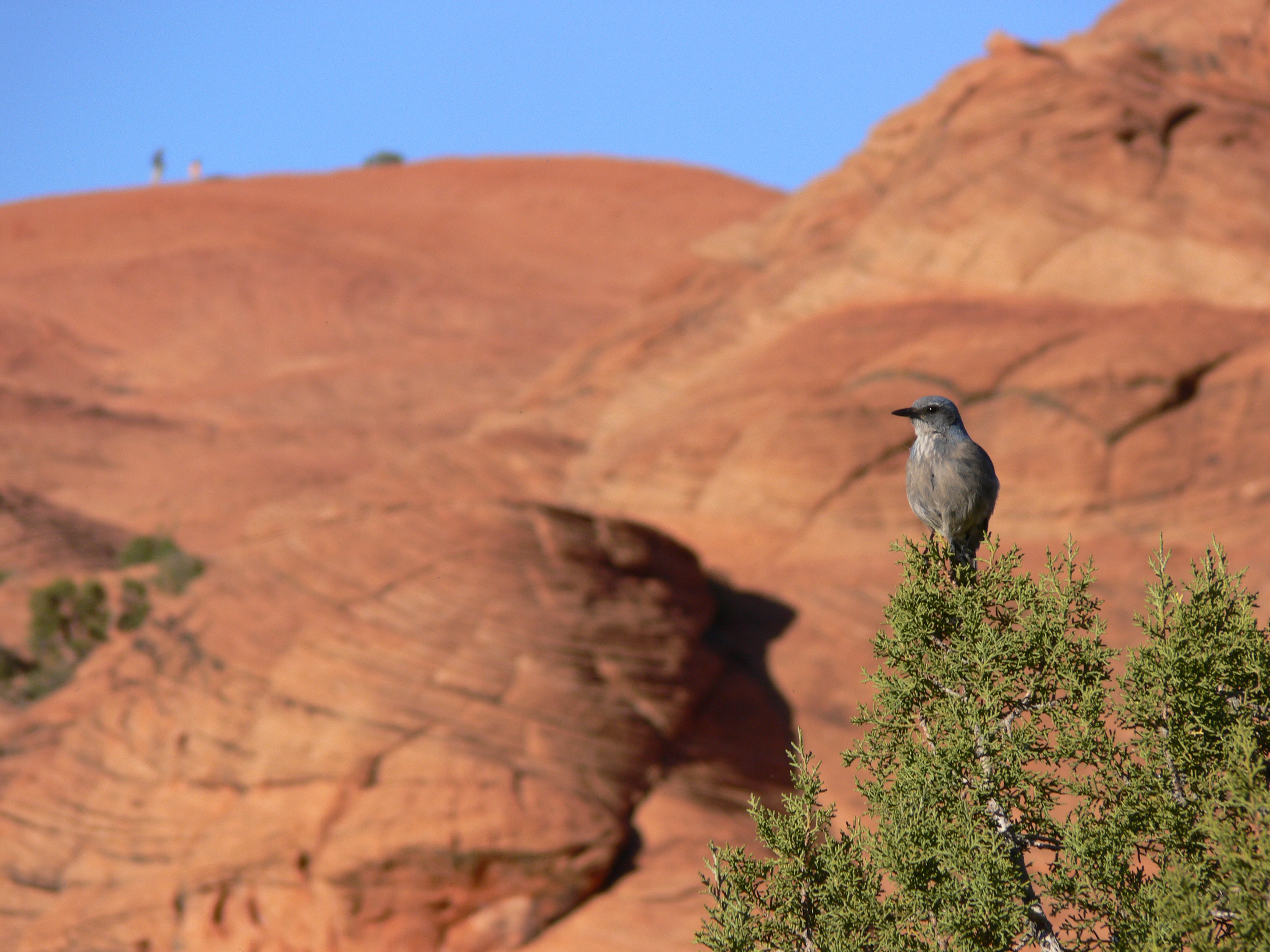
Esemplare nei pressi di Santa Clara.

La ghiandaia dei pini è diffusa negli Stati Uniti occidentali, dall'Oregon centrale alla California sud-occidentale (spingendosi a sud fino all'estremo nord-ovest della Baja California, ad est fino alle Black Hills, al Wyoming, all'Oklahoma e al Nebraska occidentali ed al Nuovo Messico). Sebbene le ghiandaie dei pini non compiano migrazioni legate all'alternarsi delle stagioni, in caso di scarsità di cibo (ad esempio a causa di incendi boschivi che compromettano il raccolto di pinoli) questi uccelli compiono spostamenti anche di una certa entità, venendo avvistati fin nel Chihuahua, nel Saskatchewan, nel Texas centrale e nell'Iowa.
L'habitat di questi uccelli è rappresentato dai pendii di montagna semiaridi fra i 1200 e i 3500 m di quota, ricoperti dal chaparral e dalle pinete: la ghiandaia dei pini popola i boschi di pianura di pino giallo (nel sud-ovest dell'areale), le associazioni di pino del Colorado e ginepro dello Utah (nella porzione centro-settentrionale dell'areale), le associazioni di pino ad ago singolo e ginepro della California (nel nord-est dell'areale) ed anche le pinete con presenza di altre specie sia di pino (pino di Parry, pino messicano) che di ginepro (ginepro di Deppe, ginepro delle Montagne Rocciose).

## Tassonomia
Alcuni autori riconoscerebbero una sottospecie rostratus dell'area di San Bernardino, generalmente sinonimizzata con la nominale.
Nell'ambito della famiglia dei corvidi, la ghiandaia dei pini forma un clade assieme alle ghiandaie crestate del genere Cyanocitta ed alle ghiandaie azzurre del genere Aphelocoma.